# Вишаг (Тимиш)
Вишаг (рум. Vișag) насеље је у Румунији у округу Тимиш у општини Виктор Влад Деламарина. Oпштина се налази на надморској висини од 169 m.

## Прошлост
По "Румунској енциклопедији" место се први пут јавља 1369. године. Место је 1717. године имало 54 куће. Православна црква брвнара посвећена Рођењу Пресвете Богородице грађена је 1749. године.
Аустријски царски ревизор Ерлер је 1774. године констатовао да место припада округу и дистрикту Лугож. Становништво је било претежно влашко. У "Висагу" су 1824. године два свештеника; Румун, поп Константин Богдан и Србин, поп Исаија Поповић. Парохија припада Лугошком протопрезвирату.
У месту "Визаг" је 1830. године спахилук властелина Србина, Василија Миланковића "от Висаг" (од 1810) Као Василије Бапоћански "от Висак" био је он пренумерант 1840. године.

## Становништво
Према подацима из 2002. године у насељу је живело 448 становника.

### Попис2002.
| Расподела становништва по националности 2002.‍ | Расподела становништва по националности 2002.‍ | Расподела становништва по националности 2002.‍ | Расподела становништва по националности 2002.‍ | Расподела становништва по националности 2002.‍ |
| --------------------------------------------- | --------------------------------------------- | --------------------------------------------- | --------------------------------------------- | --------------------------------------------- |
|                                               |                                               |                                               |                                               |                                               |
| Румуни                                        | Румуни                                        |                                               | 411                                           | 91,9%                                         |
| Роми                                          | Роми                                          |                                               | 28                                            | 6,3%                                          |
| Украјинци                                     | Украјинци                                     |                                               | 8                                             | 1,8%                                          |